# Ernst Radecke (Musikdirektor)

Ernst Radecke, vor 1915

Ernst Ludwig Sigismund Radecke (* 8. Dezember 1866 in Berlin; † 8. Oktober 1920 in Winterthur) war ein deutsch-schweizerischer Musikdirektor, Musikhistoriker und Musikpädagoge.

## Herkunft und Familie
Ernst Radecke war ein Sohn des Komponisten, Musikdirektors und Musikpädagogen Robert Radecke (1830–1911) und dessen Frau Charlotte, geborene Jonas (1837–1880). Von den insgesamt sieben Geschwistern erreichten fünf die Volljährigkeit. Neben Ernst waren dies Elisabeth (1864–1927), die 1889 den Bankier Felix Ulrich heiratete, Charlotte (1870–1939), verheiratet seit 1896 mit dem Unternehmer Gustav Christ, Walther (1872–1956), der sich 1900 mit Wera Bock, einer Tochter Hugo Bocks, vermählte, und Joachim (1874–1895). Ernsts Onkel väterlicherseits war der Berliner Chorleiter und Musikpädagoge Rudolf Radecke (1829–1893).
Ernst Radecke heiratete am 30. März 1894 in Winterthur Marguitta Eschmann (1872–1944), eine Tochter des Schweizer Komponisten Johann Carl Eschmann (1826–1882). Sie hatten vier gemeinsame Kinder: Joachim (1897–1925), Ilse (1900–?), die Porzellanmalerin wurde, Ewald (1907–1979), der sich ebenfalls als Musiker in Winterthur einen Namen machte, und die noch im Säuglingsalter verstorbene Margarethe (1918–1918).

## Leben
Schon im Alter von sechs Jahren bekam Ernst Radecke Klavier-, wenig später auch Violinenunterricht. 1886 bestand er das Abitur und besuchte dann in Leipzig das Stern’sche Konservatorium, das zu der Zeit von seinem Vater geleitet wurde. Zudem studierte er Philologie in Jena, München und Berlin. 1891 wurde er in Leipzig unter Philipp Spitta zum doctor philosophiae mit der Arbeit Das deutsche weltliche Lied in der Lautenmusik des sechzehnten Jahrhunderts promoviert. Er trat dann zunächst als Pianist auf, entdeckte aber bald seine Liebe zur Orchesterleitung. Nach einer ersten Korrepetitoren-Stelle am Leipziger Stadttheater, wurde er im Oktober 1893 als Nachfolger Edgar Munzingers Chefdirigent des Musikkollegiums Winterthur und zugleich Leiter der städtischen Musikschule. Dort verhalf er den Abonnementkonzerten des Musikkollegiums zu solcher Popularität, dass diese im Herbst 1901 vom Casinotheater in den deutlich geräumigeren Saal des Stadthauses übersiedeln mussten. 1898 fand unter seiner Leitung die erste vollständige Winterthurer Aufführung von Beethovens 9. Sinfonie statt. Zudem war er seit 1894 am Zürcher Konservatorium und seit 1908 an der Universität Zürich als Dozent für Musikgeschichte tätig. Im Januar 1907 verlieh ihm das preußische Kultusministerium den Professorentitel. Infolge eines schweren Herzleidens und mehrerer Grippe-Erkrankungen starb Radecke am 8. Oktober 1920 mit 53 Jahren.